# Bheri (strefa)
Bheri (nep. भेरी अञ्चल) – jedna ze stref w regionie Madhja-Paśćimańćal, w Nepalu. Stolicą tej strefy jest miasto Surkhet.
Bheri dzieli się na 5 dystryktów:
- Dystrykt Banke (Nepalgunj),
- Dystrykt Bardiya (Gulariya),
- Dystrykt Dailekh (Dullu),
- Dystrykt Jajarkot (Khalanga),
- Dystrykt Surkhet (Surkhet).